# Fructilactobacillus sanfranciscensis
|  | Dieser Artikel wurde aufgrund von formalen oder inhaltlichen Mängeln in der Qualitätssicherung Biologie zur Verbesserung eingetragen. Dies geschieht, um die Qualität der Biologie-Artikel auf ein akzeptables Niveau zu bringen. Bitte hilf mit, diesen Artikel zu verbessern! Artikel, die nicht signifikant verbessert werden, können gegebenenfalls gelöscht werden. Lies dazu auch die näheren Informationen in den Mindestanforderungen an Biologie-Artikel. Begründung: Links und Kategorien fehlen; Quellen falsch formatiert. ※Lantus 05:40, 5. Jun. 2022 (CEST) |

Fructilactobacillus sanfranciscensis ist eine heterofermentative Art in der Gattung Fructilactobacillus der Familie Lactobacillaceae. 

## Vorkommen und Lebensweise
Alle bekannten Isolate  wurden weltweit aus Weizen- und Roggensauerteigen isoliert, die in Bäckereien geführt werden, um Brot ohne Zusatz von Backhefe zu lockern (Typ-I-Sauerteige).  In diesen Sauerteigen ist Fl. sanfranciscensis in der Regel mit der Hefe Kazachstania humilis (Candida humilis bzw. C. milleri) assoziiert; Typ-I-Sauerteige enthalten in der Regel ebenfalls Stämme von Companilactobacillus, Lactiplantibacillus, Limosilactobacillus oder Levilactobacillus. Das Verhältnis von Hefen zu Laktobazillen liegt in der Regel zwischen 1:10 und 1:100; bei diesem Zahlenverhältnis tragen Hefen und Laktobazillen in etwa gleichermaßen zum Stoffwechsel in Sauerteigen bei.
Mehrere Faktoren tragen zur stabilen Assoziation von K. humilis und Fl. sanfranciscensis bei; K. humilis verstoffwechselt bevorzugt Glukose und Aminosäuren, während Fl. sanfranciscensis bevorzugt Maltose und Peptide verstoffwechselt; bei den wichtigsten Substraten treten die Organismen also nicht in Konkurrenz. Die Invertase-Aktivität von K. humilis setzt Fruktose aus Oligosacchariden frei, die von Fl. sanfranciscensis zur Essigsäurebildung verwendet wird; da andere Sauerteighefen stärker durch Essigsäure gehemmt werden als K. humilis, schützt dies die Hefe. Beide Organismen haben ähnliche Ansprüche in Bezug auf Temperatur und pH-Wert des Substrates. Neben der Bildung von Essigsäure und CO2 trägt Fl. sanfranciscensis auch durch Reduktion von oxidiertem Glutathion sowie von Aldehyden, die durch Oxidation freier Fettsäuren entstehen, zur Brotqualität bei.
Sie wurde von G. Spicher aus schwedischen und deutschen Sauerteigen isoliert und als Lactobacillus brevis subsp. lindneri erstbeschrieben; unabhängig davon isolierten Kline und Sugihara den Organismus aus einem Sauerteig in San Francisco und beschrieben die Art als Lactobacillus sanfrancisco.
Fl. sanfranciscensis hat im Vergleich zu anderen Laktobazillen ein kleines Genom, ca. 1,3 Mbp. Die kleine Genomgröße sowie die Ökologie naher verwandter Arten weist auf eine Anpassung an Insekten hin, die ökologische Nische, an die Fl. sanfranciscensis adaptiert ist, wurde jedoch noch nicht identifiziert.